# Odwzorowanie styczne

Jeżeli jest funkcją z rozmaitości w rozmaitość to odwzorowanie styczne funkcji przeprowadza wektory z przestrzeni stycznej rozmaitości w przestrzeń styczną rozmaitości

Odwzorowanie styczne – uogólnienie pochodnej funkcji wielu zmiennych na rozmaitości różniczkowe.

## Odwzorowanie styczne w punkcie
Niech {\displaystyle M} i {\displaystyle N} będą rozmaitościami różniczkowymi klasy {\displaystyle C^{k},} {\displaystyle k\geqslant 1,} wymiaru odpowiednio {\displaystyle m} i {\displaystyle n.} Niech {\displaystyle F\colon M\to N} będzie funkcją klasy {\displaystyle C^{k}.}
Odwzorowaniem styczym do {\displaystyle F} w punkcie {\displaystyle p\in M} nazywamy odwzorowanie między przestrzeniami stycznymi rozmaitości {\displaystyle M} i {\displaystyle N,} {\displaystyle d_{p}F\colon T_{p}(M)\to T_{F(p)}(N),} zdefiniowane wzorem:
{\displaystyle d_{p}F(\gamma '(0))=(F\circ \gamma )'(0)}
gdzie {\displaystyle \gamma '(0)} oznacza wektor styczny do krzywej {\displaystyle \gamma } przechodzącej przez punkt {\displaystyle p,} czyli klasę abstrakcji krzywej {\displaystyle \gamma ,} względem relacji {\displaystyle \sim } z definicji przestrzeni stycznej.

### Komentarz
Odwzorowanie styczne w ustalonym punkcie jest odwzorowaniem liniowym i jest zwane różniczką funkcji {\displaystyle F} w punkcie {\displaystyle p.}

## Odwzorowanie styczne
Odwzorowaniem styczym do {\displaystyle F} nazywamy odwzorowanie między wiązkami stycznymi rozmaitości {\displaystyle M} i {\displaystyle N,} {\displaystyle TF\colon T(M)\to T(N),} zdefiniowane wzorem:
{\displaystyle TF(p,X)=(F(p),d_{p}F(X))}
gdzie {\displaystyle p\in M} oraz {\displaystyle X\in T_{p}M.} Odzworowanie styczne jest funkcją klasy {\displaystyle C^{k-1}.}